# أنيسة صيبعة
أنيسة صيبعة هي أنيسة بنت نقولا بن موسى ين جرجس ابن انطونيوس صيبعة: طبيبة من أهل طرابلس بلبنان ولدت سنة 1282 هجرية (1865م).
درست الطب في مدرسة لندن النسائية ثم في جامعة ايدينبرغ بانجلترا. استقرت بمصر، فتولت أعمالا في الصحة.

## أثارها
لها «قصة كورين» ترجمتها عن الإنجليزية. قال صاحب ( تراجم علماء طرابلس) : هي أول فتاة في الشرق الأدنى نالت الشهادة الطبية.

## وفاتها
وتوفيت بالقاهرة سنة 1363 هجرية (1944م).